# Srinivāsa Rāmānujan
Srinivāsa Aiyangār Rāmānujan (em tâmil: ஸ்ரீனிவாஸ ஐயங்கார் ராமானுஜன்) (Erode, 22 de dezembro de 1887 — Kumbakonam, 26 de abril de 1920) foi um matemático indiano. Sem qualquer formação acadêmica, deu contributos importantes para as áreas da análise matemática, teoria dos números, séries infinitas, frações continuadas, entre outros ramos da matemática, incluindo problemas considerados insolúveis.
Isolado, em busca de emprego, começou a rascunhar suas primeiras fórmulas, procurando por matemáticos em sua cidade que pudessem avaliar seus cálculos. Sem conseguir ajuda, passou a escrever cartas para matemáticos fora da Índia que pudessem compreender seu trabalho, até que em 1913, o professor G. H. Hardy, da Universidade de Cambridge recebeu uma carta sua com exemplos do seu trabalho. Reconhecendo a genialidade do jovem indiano, Hardy conseguiu levá-lo para Cambridge, onde se deparou com teoremas e equações que superaram Hardy e seus colegas.
Mesmo tendo vivido tão pouco, Ramanujan compilou de maneira independente cerca de 3 900 resultados de equações e identidades matemáticas. Muitas delas eram completamente novas e originais para a época, com resultados fora do comum, como o primo de Ramanujan, a função teta de Ramanujan e a soma de Ramanujan, que abriram áreas completamente novas para a matemática e inspirou uma vasta área de pesquisa. Praticamente todas as suas afirmações se provaram corretas.
O The Ramanujan Journal, periódico científico que abrange todas as áreas da matemática, especialmente aquelas influenciadas pelo matemático indiano Srinivasa Ramanujan, foi criada em 1997 pela Springer Science + Business Media. Seus cadernos contendo resultados e fórmulas não publicados foram analisados e estudados por décadas desde a sua morte com fonte para novas e inovadoras ideias matemáticas.
Ramanujan foi o mais jovem membro da Royal Society e o segundo membro indiano, além de ser o primeiro indiano eleito para o Trinity College. Seus escritos originais indicam que apenas um matemático de alto calibre poderia ter escrito tais fórmulas e chegado a tais conclusões, em um nível comparado apenas a Leonhard  Euler e Carl Gustav Jakob Jacobi.
Sua história é relatada no livro intitulado The Man Who Knew Infinity, posteriormente adaptado no filme O Homem que Viu o Infinito, de Matthew Brown, em que Ramanujan é interpretado pelo ator Dev Patel.
Em 1919, sua saúde rapidamente se deteriorou. Inicialmente diagnosticado com tuberculose, hoje acredita-se que ele sofria de amebíase, uma complicação devido à disenteria sofrida anos antes. Obrigado a retornar à Índia, morreu em 1920, aos 32 anos. Em suas últimas cartas para Hardy, continuou desenvolvendo teoremas e novas ideias matemáticas. Seu caderno perdido continha descobertas feitas em seu último ano de vida, que causaram um furor na comunidade da matemática quando foi descoberto em 1976.
Profundamente devoto do hinduísmo, Ramanujan dizia que uma parte substancial de suas descobertas eram na verdade de origem divina e que seu conhecimento lhe era revelado pela deusa de sua família.

## Biografia
Ramanujan (literalmente irmão caçula de Rama) nasceu em 22 de dezembro de 1887, em uma família brâmane falante do idioma tâmil, em Erode, Província de Madras (hoje em Tamil Nadu. Nasceu na casa da família na Alahiri Street, nº 18. Seu pai, Kuppuswamy Srinivasa Iyengar, do distrito de Thanjavur, era escriturário e trabalhava em uma loja de saris. Sua mãe, Komalatammal, era dona de casa e cantava no templo local. Hoje a casa da família é um museu.

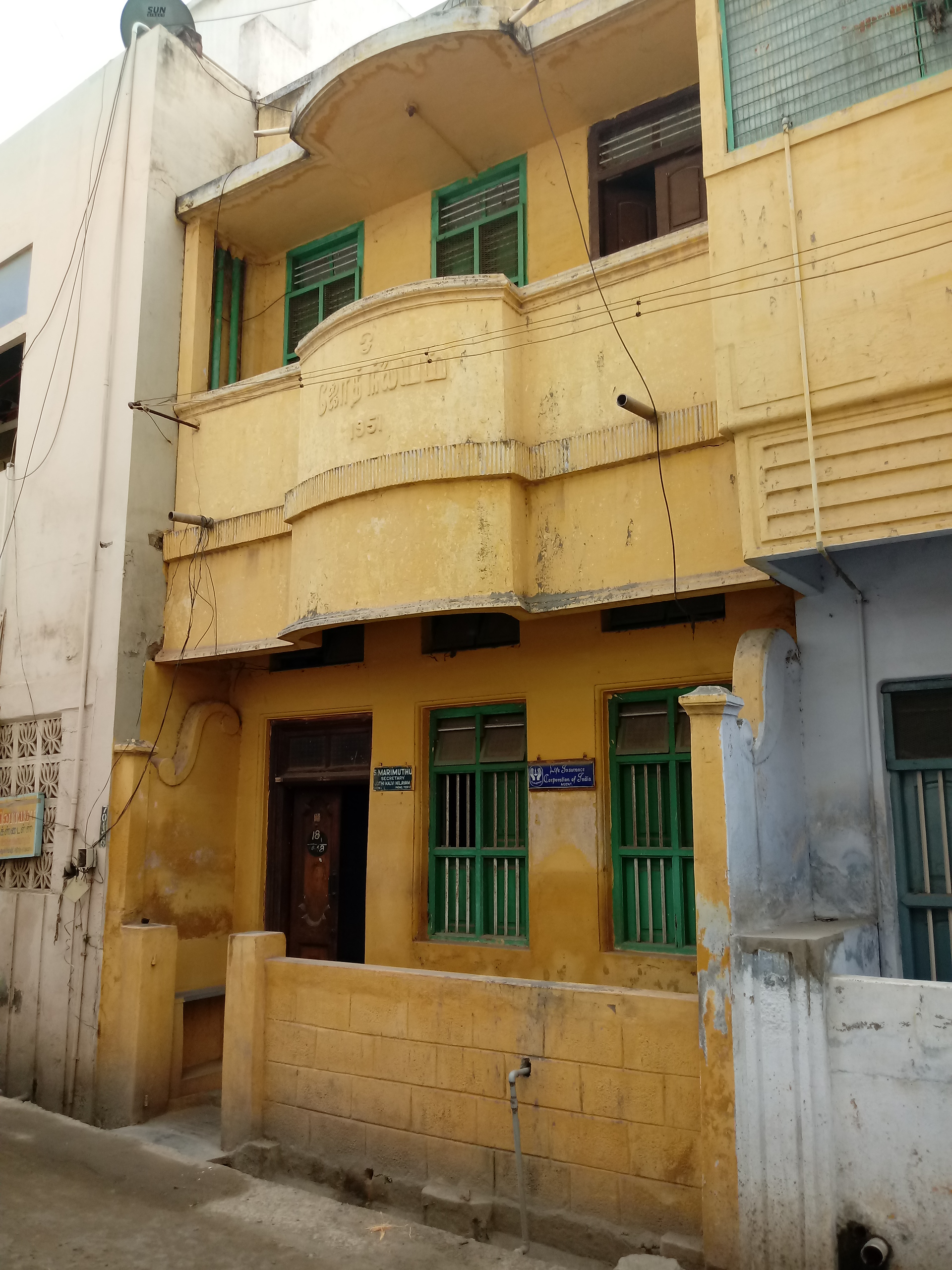
Casa onde nasceu Ramanujan, na Alahiri Street, nº 18 em Erode, hoje em Tamil Nadu

Quando Ramanujan tinha um ano e meio de vida, sua mãe deu à luz a seu irmão, Sadagopan, que morreu menos de três meses depois. Em dezembro de 1889, Ramanujan contraiu varíola, mas sobreviveu, enquanto outros 4 mil indianos morreriam no mesmo ano no distrito de Thanjavur. Depois de recuperado, eles se mudaram para Conjiverão, perto de Madras, hoje Chenai, onde sua mãe deu à luz a mais dois bebês, em 1891 e 1894, mas os dois morreram antes de completarem um ano.
Em 1 de outubro de 1892, Ramanujan foi matriculado na escola local. Quando seu avô perdeu o emprego como agente do tribunal local em Conjiverão, Ramanujan e a mãe se mudaram novamente Kumbakonam, onde ele foi matriculado na escola primária da cidade. Quando seu avô paterno morreu, foi enviado para os avôs maternos em Madras, onde não gostou da escola e tentou de todo modo não frequentar. Seis meses depois, estava de volta a Kumbakonam.

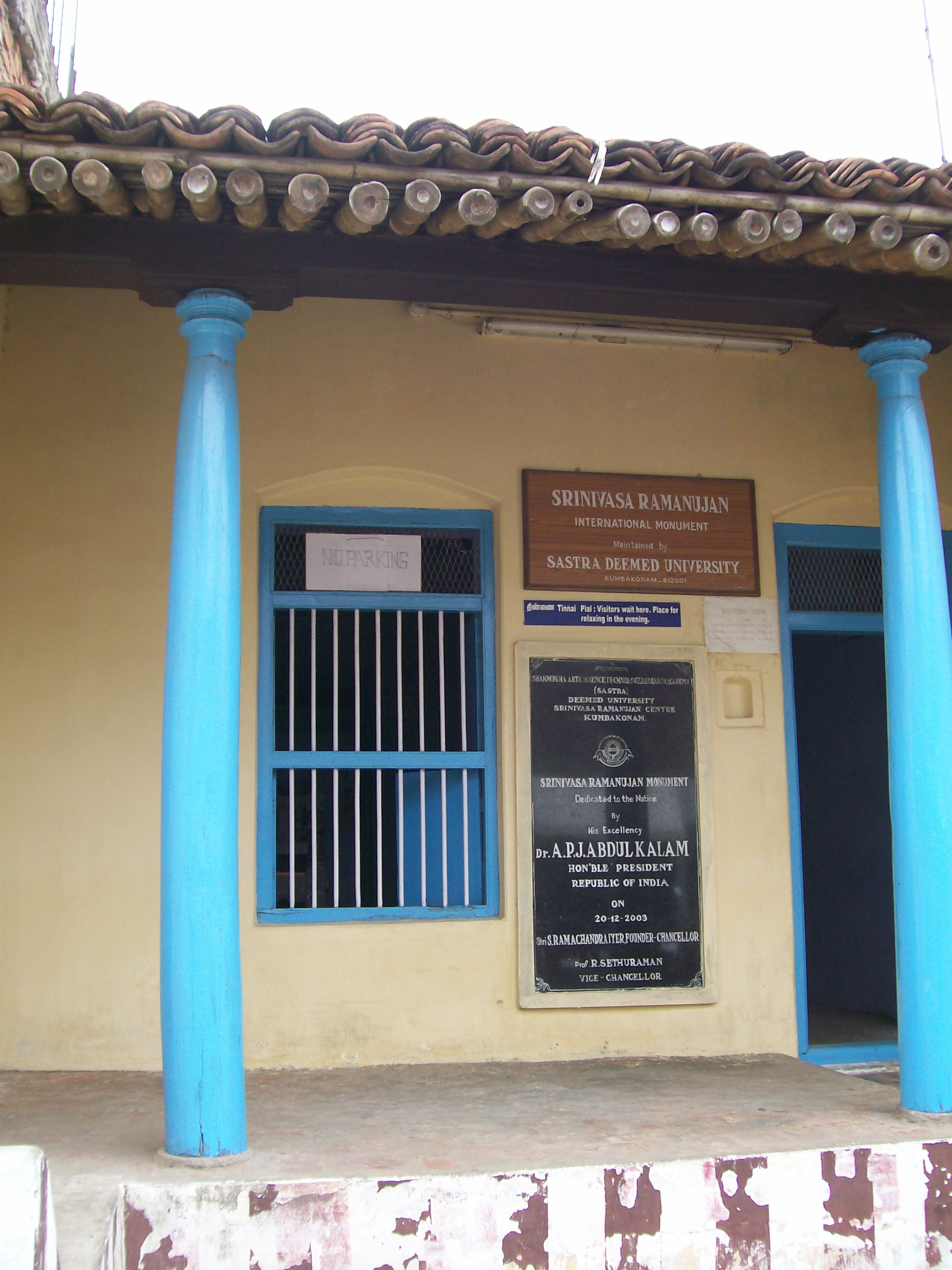
Casa de Ramanujan na Sarangapani Sannidhi Street, em Kumbakonam

Ramanujan e a mãe eram muito próximos e com ela aprendeu a tradição das puranas, os hinos religiosos, a frequentar o templo e a manter os costumes brâmanes. Na escola de Kangayan ele se saiu melhor e passou nas provas de inglês, tâmil, geografia e aritmética em novembro de 1897, com as mais altas notas da turma. Foi apenas no ensino médio que Ramanujan teve contato com a matemática formal pela primeira vez.
Aos 11 anos de idade já havia esgotado o conhecimento matemático de dois estudantes universitários que moravam em sua casa. Mais tarde, emprestou um livro escrito por Sydney Luxton Loney sobre trigonometria avançada. Dominando a disciplina aos 13 anos, começou a descobrir teoremas sofisticados por conta própria. Aos 14 anos, recebeu certificados e prêmios acadêmicos que continuaram ao longo de sua carreira escolar e chegou a ajudar a escola onde estudava na logística de designar seus 1 200 alunos (cada um com necessidades diferentes) para seus aproximadamente 35 professores.
Concluiu exames matemáticos na metade do tempo estipulado e mostrou familiaridade com geometria e séries infinitas. Ramanujan mostrou como resolver equações cúbicas em 1902; desenvolveu seu próprio método para resolver a função quártica. No ano seguinte, tentou resolver a função quíntica, sem saber que não poderia ser resolvido por radicais. Com 16 anos, conseguiu de um amigo a cópia de A Synopsis of Elementary Results in Pure and Applied Mathematics, de G. S. Carr, uma coleção de 5 mil teoremas, livro que estudou com afinco e é considerado o livro chave para o despertar do gênio matemático de Ramanujan.
No ano seguinte, Ramanujan estudou por conta própria os números de Bernoulli e calculou a constante de Euler-Mascheroni acima de 15 casas decimais. Seus professores e colegas admitiam que não conseguiam acompanhá-lo e tinham um profundo respeito por ele.
Em 1904, Ramanujan se formou no ensino médio, onde recebeu um prêmio de matemática pelo diretor da escola, Krishnaswami Iyer. Pelo alto desempenho escolar, Ramanujan ganhou uma bolsa de estudos para o Government Arts College, em Kumbakonam, que não focava apenas em matemática. Obrigado a devotar tempo para outras disciplinas e falhando em todas elas, acabou perdendo a bolsa. Em agosto de 1905, Ramanujan saiu de casa, indo primeiro para Visakhapatnam, onde ficou em Rajahmundry. Matriculou-se então no Pachaiyappa's College, em Madras, com notas altas em matemáticas, mas baixas em inglês, literatura, sânscrito e fisiologia. Foi reprovado no exame de admissão da Royal Society of Arts em dezembro de 1906 e no ano seguinte. Sem um diploma universitário, largou os estudos formais, buscando uma área de pesquisa independente em matemática, vivendo na extrema pobreza e constantemente passando fome.
Em 1910, depois de conhecer o fundador da Sociedade Indiana de Matemática, V. Ramaswamy Aiyer, Ramanujan começou a ganhar algum reconhecimento dos círculos acadêmicos de Madras, o que o levou a ingressar na Universidade de Madras como pesquisador.

## Vida adulta e casamento
Em 14 de julho de 1909, Ramanuja se casou com Janaki Ammal (1899-1994), um moça escolhida por sua mãe no ano anterior e que tinha apenas dez anos de idade quando se casou. Casamentos infantis não eram incomuns para meninas. Janaki era de Rajendram, uma vila perto de Marudur, no distrito de Karur. Como era costume da época, Janaki permaneceu na casa da mãe por três anos depois do casamento, até chegar na puberdade. Em 1912, ela se juntou a Ramanujan e sua mãe em Madras.
Pouco depois do casamento, Ramanujan desenvolveu hidrocele testicular, condição que seria tratada com uma cirurgia simples para remover o líquido acumulado no saco escrotal, mas sua família não tinha condições de pagar pelo procedimento. Em janeiro de 1910, um médico realizou a cirurgia, sem custo. Com a cirurgia bem-sucedida, Ramanujan começou a procurar emprego. Ficou na casa de um amigo enquanto batia de porta em porta buscando um emprego como escriturário. Para ganhar algum dinheiro, começou a dar aulas particulares para estudantes se preparando para exames admissionais na universidade.
No final de 1910, porém, Ramanujan caiu doente de novo. Temendo por sua vida, Ramanujan pediu a seu amigo R. Radakrishna Iyer que entregasse seus cadernos de anotação para o professor Singaravelu Mudaliar, matemático na Pachaiyappa's College ou para o professor britânico Edward B. Ross, da Faculdade Cristã de Madras. Depois de se recuperar, ele conseguiu seus cadernos de volta com o amigo e pegou o trem rumo a Vilupurão, cidade sob controle francês na época.
Em 1912, mudou-se com a esposa e a mãe para uma casa na rua Saiva Muthaiah Mudali, em Madras, onde moraram por alguns meses.

## Carreira
Ramanujan começou a frequentar uma universidade local (na Índia) como ouvinte. Os professores, percebendo suas qualidades, aconselharam-no a enviar os resultados dos seus trabalhos matemáticos, 120 teoremas demonstrados de geometria, para o grande matemático inglês Godfrey Harold Hardy. Impressionado com a inteligência do indiano, em 1913, Hardy convidou-o para ir para Cambridge.
Assim, foi para a Inglaterra nesse mesmo ano e em Cambridge trabalhou durante 5 anos, progredindo mais ainda na matemática. Foi agraciado com o ingresso na Royal Society de Ciências e tornou-se professor no Trinity College (Cambridge). Adoeceu com tuberculose em 1919 e voltou à Índia, onde morreu, em Kumbakonam, aos 32 anos. Sua viúva, Janakiammal, viveu em Chenai até à sua morte em 1994.
Ramanujam vivia somente para a matemática e parecia não se interessar por outros assuntos, pouco se preocupava com artes e com literatura. Em Cambridge criara uma pequena biblioteca com informações sobre fenômenos que desafiavam a razão. Em suas descobertas havia os mais abstratos enigmas a respeito das noções de números, em especial sobre os números primos. O Ramanujan Journal, um periódico internacional, foi criado para publicar trabalhos de todas as áreas da matemática influenciadas por ele.

## Realizações matemáticas

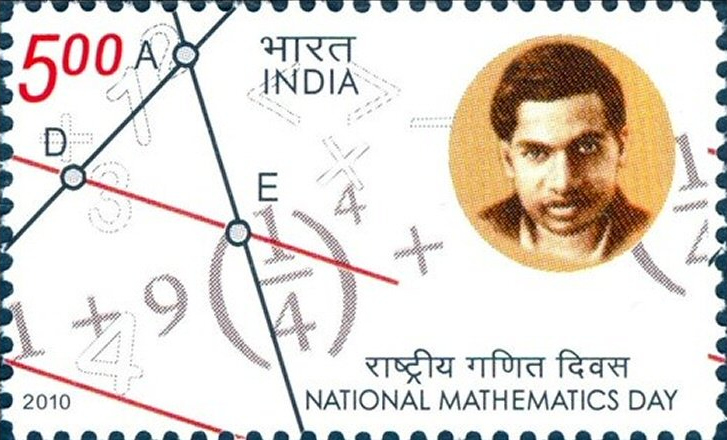
Selo indiano de 2012 em homenagem a Srinivasa Ramanujan

Em matemática, há uma distinção entre ter uma introspeção e ter uma prova. O talento de Ramanujan sugeriu uma infinidade de fórmulas que somente poderiam ser investigadas em profundidade mais tarde. G. H. Hardy disse que as descobertas de Ramanujan são extraordinariamente ricas e que muitas vezes há mais nelas do que se vê inicialmente. Como um subproduto, novas linhas de investigação se abriram. Exemplos da mais interessante destas fórmulas incluem a série infinita intrigante para π, que é dada a seguir:
{\displaystyle {\frac {1}{\pi }}={\frac {2{\sqrt {2}}}{9801}}\sum _{k=0}^{\infty }{\frac {(4k)!(1103+26390k)}{(k!)^{4}396^{4k}}}.}
Este resultado é baseado no discriminante fundamental negativo d= -4×58= -232 com número de classe h(d)= 2 (note que 5×7×13×58= 26 390 e que 9 801= 99×99; 396= 4 × 99) e está relacionado com o fato de que:
{\displaystyle e^{\pi {\sqrt {58}}}=396^{4}-104,000000177\dots .}

## Anedota
Há uma conhecida anedota acerca de Ramanujan que mostra seu espírito dedicado à matemática. Estando hospitalizado em Londres, foi visitado por G.H. Hardy, que viera de táxi e comentou que o número deste era 1729. Ramanujan disse que era um belo número, pois se tratava do menor número natural representado, de duas formas diferentes, pela soma de dois cubos: 1729 = 103 + 93 = 13 + 123.

## Homenagem
Em 2019, cientistas do Instituto de Tecnologia de Israel criaram, em sua homenagem, o programa informático Ramanujan Machine.